# Микулино (Смоленская область)
Микулино — село в Смоленской области России, в Руднянском районе. Расположена в западной части области в 7 км к северу от Рудни, в 6 км восточнее границы с Беларусью, в 5 км к востоку от автодороги Р130 Рудня — Демидов, между озёрами Большое Рутавечь и Витрино. Население — 127 жителей (2007 год). Входит в состав Переволочского сельского поселения. По названию деревни было названо Микулинское межледниковье.

## История
На месте деревни до XV века существовал древнерусский город Микулин. Городище находится в западной части деревни на берегу озера Глыбай. По всей видимости, город возник в начале XIV века, впервые упомянут в конце века в «Списке русских городов» литовского государства. В XV веке был разрушен. В 1655—1657 годах в деревне были крупные выступления крестьян против феодализма. В 1919 передана из Могилёвской в Смоленскую губернию.

## Инфраструктура
Медпункт.

## Достопримечательности
В окрестностях деревни комплекс памятников археологии:
- Селище III — VII века н. э. на северном берегу озера Глыбай. Использовалось тушемлинскими племенами.
- Городище города Микулин.
- Городище на южной окраине деревни. Относится к концу 1-го тысячелетия н. э. Существовало до XIII века. Население впоследствии, по всей видимости, перебралось в город Микулин.
- Курганная группа (4 кургана) в 4 км к востоку от деревни.
- Церковь Троицы с колокольней (костёл святого Антония). построена в первой половине 19 в. Памятник классицизма.[1]
- Обелиск на братской могиле гвардейцев-минёров, погибших 12 мая 1943 года в бою у деревни Княжино с батальоном эсэсовцев. Захоронены: старший лейтенант Н. В. Колосов, старший сержант В. П. Горячев, младший сержант В. Б. Ефимов, рядовые И. К. Базылев, М. В. Мягкий, Ф. И. Безруков. 4 июня 1944 года всем гвардейцам было присвоено звание Герой Советского Союза.

### Утраченные объекты
- Монастырь бернардинцев (1720)

## Люди, связанные с селом
- Космачёв, Константин Михайлович (7 мая 1911 — 4 августа 1992), художник, заслуженный деятель искусств БССР.